# Супер Кубок (Індія)
Супер Кубок (англ. Hero Super Cup) — футбольний клубний турнір в Індії, який проводиться під егідою Всеіндійської футбольної федерації. Переможець змагання представляє країну у Кубку АФК.

## Історія
19 лютого 2018 року Всеіндійська футбольна федерація проголосила створення нового національного кубкового футбольного турніру під назвою Супер Кубок. Це змагання замінило раніше скасований Кубок Федерації.

## Формат
У турнірі змагаються команди з Індійської Суперліги та І-Ліги. Розіграш кубка проводиться за кубковою системою.

## Фінали
| Сезон | Переможець                   | Результат                    | Фіналіст                     |
| ----- | ---------------------------- | ---------------------------- | ---------------------------- |
| 2018  | Бенгалуру                    | 4-1                          | Іст Бенгал                   |
| 2019  | Гоа                          | 2-1                          | Ченнаїн                      |
| 2020  | не проводився через COVID-19 | не проводився через COVID-19 | не проводився через COVID-19 |
| 2021  | не проводився через COVID-19 | не проводився через COVID-19 | не проводився через COVID-19 |
| 2022  | не проводився через COVID-19 | не проводився через COVID-19 | не проводився через COVID-19 |
| 2023  | Одіша                        | 2-1                          | Бенгалуру                    |
| 2024  | Іст Бенгал                   | 3-2 дч                       | Одіша                        |
| 2025  | Гоа                          | 3-0                          | Джамшедпур                   |

## Титули за клубами
| Клуб       | Виступи у фіналах | Переможець | Роки перемог | Фіналіст | Роки фіналів |
| ---------- | ----------------- | ---------- | ------------ | -------- | ------------ |
| Гоа        | 2                 | 2          | 2019, 2025   | -        |              |
| Бенгалуру  | 2                 | 1          | 2018         | 1        | 2023         |
| Одіша      | 2                 | 1          | 2023         | 1        | 2024         |
| Іст Бенгал | 2                 | 1          | 2024         | 1        | 2018         |
| Ченнаїн    | 1                 | -          | -            | 1        | 2019         |
| Джамшедпур | 1                 | -          | -            | 1        | 2025         |